# Amo (álbum de Bring Me the Horizon)
Amo es el sexto álbum de estudio de la banda británica Bring Me the Horizon. Originalmente iba a ser lanzado el 11 de enero de 2019, pero se retraso el 25 de enero, y se anunció el 22 de agosto de 2018, un día después del lanzamiento del primer sencillo "Mantra". Es producido por el líder Oliver Sykes y el tecladista Jordan Fish, y fue escrito y grabado principalmente en Los Ángeles. Es el último álbum de la banda que presenta al tecladista y percusionista Jordan Fish antes de su salida de la banda en 2023.
La banda anunció que se embarcarán en el First Love World Tour en 2019 en apoyo del álbum. En la edición del 22 de agosto de 2018 de Kerrang!, describieron el álbum es "variado", "libre", "raro" y "mental", y NME señaló que "Mantra" continúa los elementos electrónicos y pop rock que aparecen en el álbum de estudio anterior de la banda, That's the Spirit (2015). El álbum fue precedido por siete sencillos lanzados del álbum, incluyendo las canciones de éxito comercial: "Mantra", "Wonderful Life", "Medicine", "Mother Tongue", "Nihilist Blues", "Sugar Honey Ice & Tea" y "In the Dark". Tras su lanzamiento, el álbum fue recibido con aclamación crítica y luego fue nominado al Kerrang! Awards al Mejor Álbum, así como a los Grammy Awards al Mejor Álbum de Rock.

## Antecedentes
El álbum, que lleva el nombre de la palabra portuguesa (y también español) para "I love",ha sido promocionado por una campaña publicitaria de vallas publicitarias en Londres y otras ciudades en todo el mundo con símbolos utilizados por la banda en el pasado, junto con las palabras "Do you wanna start a cult with me?", que son letras de" Mantra". 
También se lanzó un sitio web titulado joinmantra.org que decía "Salvation will return", y un número de teléfono que cuando se llamó presentó varios clips de audio en diferentes momentos, incluida una de una mujer llamada Samantha dice "They're making me do this. I didn't know what I was getting myself into".

## Recepción
Wall of Sound calificó el álbum 7.5/10 y dijo: "¿Recuerdas cómo el líder Oli Sykes hizo que los fans pensaran que la banda iba a ser incluida en el Purpose Tour 2016 de Justin Bieber por el Reino Unido? Bueno, es algo así como él / ellos "tomé esa broma en serio y tomé el camino para ver qué pasa, pero en realidad, han estado progresando hacia algo como esto desde que terminó el ciclo del álbum Sempiternal".
David Simpson en The Guardian lo comparó con A Thousand Suns de Linkin Park, indicando que" ... la talla de 'Medicine', 'Mother Tongue' and 'In the Dark' son pop anodina que es susceptible de alejar a base de fans de la banda y encaja con su deseo de experimentar. Otras pistas se pierden en voces procesadas y estilos desconocidos ... "

## Lista de canciones
| N.º | Título                                               | Duración |  |
| 1.  | «I Apologise If You Feel Something»                  | 2:19     |  |
| 2.  | «Mantra»                                             | 3:53     |  |
| 3.  | «Nihilist Blues» (con Grimes)                        | 5:25     |  |
| 4.  | «In the Dark»                                        | 4:31     |  |
| 5.  | «Wonderful Life» (con Dani Filth de Cradle of Filth) | 4:34     |  |
| 6.  | «Ouch»                                               | 1:49     |  |
| 7.  | «Medicine»                                           | 3:47     |  |
| 8.  | «Sugar Honey Ice & Tea»                              | 4:21     |  |
| 9.  | «Why You Gotta Kick Me When I'm Down?»               | 4:28     |  |
| 10. | «Fresh Bruises»                                      | 3:18     |  |
| 11. | «Mother Tongue»                                      | 3:37     |  |
| 12. | «Heavy Metal» (con Rahzel)                           | 4:00     |  |
| 13. | «I Don't Know What to Say»                           | 5:52     |  |

## Créditos y personal
Créditos obtenidos de AllMusic.
Bring Me the Horizon
| - Oliver Sykes – voz - Lee Malia – guitarra líder - Matt Kean – bajo - Matt Nicholls – batería - Jordan Fish – teclados Músicos adicionales - Grimes: voz (pista 3). - Dani Filth: voz (pista 5). - Rahzel: voz y beatboxing (pista 12). Personal adicional - Romesh Dodangoda - ingeniería - Dan Lancaster - mezclando - Ted Jensen - masterización - Alejandro Baima, Francesco Cameli, Nick Mills y Daniel Morris - ingeniero asistente - Rhys May - ingeniería de mezcla - Matt Ash y Craig Jennings - arte - Darren Oorloff - diseño - Pretty Puke - fotografía - Coro Noir - voces adicionales - Orquesta Parallax - orquesta |

## Posicionamiento en lista
| Lista (2019)                            | Posiciones |
| --------------------------------------- | ---------- |
| Alemania (Offizielle Top 100)           | 3          |
| Australia (ARIA)                        | 1          |
| Austria (Ö3 Austria)                    | 5          |
| Bélgica (Ultratop flamenca)             | 2          |
| Bélgica (Ultratop valona)               | 22         |
| Canadá (Billboard Canadian Albums)      | 12         |
| Escocia (Scottish Albums Chart)         | 1          |
| España (PROMUSICAE)                     | 19         |
| Estados Unidos (Billboard 200)          | 14         |
| Estados Unidos (Top Alternative Albums) | 2          |
| Estados Unidos (Top Hard Rock Albums)   | 2          |
| Estados Unidos (Top Rock Albums)        | 3          |
| Finlandia (Suomen Virallinen Lista)     | 7          |
| Francia (SNEP)                          | 49         |
| Hungría (MAHASZ)                        | 26         |
| Irlanda (IRMA)                          | 15         |
| Italia (FIMI)                           | 20         |
| Lituania (AGATA)                        | 29         |
| Noruega (VG-lista)                      | 19         |
| Nueva Zelanda (Recorded Music NZ)       | 9          |
| Países Bajos (Album Top 100)            | 12         |
| Polonia (ZPAV)                          | 17         |
| Portugal (AFP)                          | 8          |
| Reino Unido (UK Albums Chart)           | 1          |
| República Checa (ČNS IFPI)              | 6          |
| Suecia (Sverigetopplistan)              | 16         |
| Suiza (Schweizer Hitparade)             | 6          |

| Listas (2019)                              | Posición |
| ------------------------------------------ | -------- |
| Australia (ARIA)                           | 75       |
| Bélgica (Ultratop Flanders)                | 147      |
| Estados Unidos (Billboard Top Rock Albums) | 99       |
| Reino Unido (OCC)                          | 79       |

## Certificaciones
| País        | Organismo certificador | Certificación | Ventas certificadas | Ref.   |
| ----------- | ---------------------- | ------------- | ------------------- | ------ |
| Rusia       | NFPP                   | Oro           | 5 000               | [ 47 ] |
| Reino Unido | BPI                    | Oro           | 100 000             | [ 48 ] |